# Quercianella
Quercianella, talvolta accreditata come Quercianella Sonnino, è una frazione del comune di Livorno, in Toscana.
Rappresenta l'estremo meridionale del comune labronico, separata dalla città dal tratto di costa rocciosa de Il Romito e ubicata a pochi chilometri a nord di Castiglioncello.
Assieme al quartiere di Antignano, a partire dall'anno 2007 la frazione ha ricevuto la Bandiera Blu per la qualità dei servizi e delle acque di balneazione.

## Clima
Dati:
| Quercianella       | Gen  | Feb  | Mar  | Apr  | Mag  | Giu  | Lug  | Ago  | Set  | Ott  | Nov  | Dic  |
| ------------------ | ---- | ---- | ---- | ---- | ---- | ---- | ---- | ---- | ---- | ---- | ---- | ---- |
| T. max. media (°C) | 11,0 | 11,8 | 14,9 | 18,3 | 22,1 | 25,8 | 29,2 | 29,4 | 26,2 | 21,5 | 16,6 | 12,4 |
| T. min. media (°C) | 6,2  | 6,7  | 8,8  | 11,5 | 14,7 | 17,6 | 20,3 | 20,4 | 17,5 | 14,0 | 10,3 | 7,1  |

## Storia
La sua esistenza come toponimo è anteriore al 1781; alcune carte antiche vi indicano l'esistenza di una piccola torre presso il mare (Torre di San Martino). La zona era di proprietà dell'arcivescovato di Pisa, che nel 1735 vi eresse una villa poi divenuta di proprietà dei Gower e dei Pavolini (trasformata successivamente in convento, è da qualche decennio ristrutturata come residence per civili abitazioni).
Il luogo è accreditato, in alcune circostanze, con la denominazione di Quercianella Sonnino, in onore al celebre barone Sidney Sonnino che qui aveva fatto costruire un grande castello a picco sul mare, riconvertendo una torre d'avvistamento di origine pisana (Torre del Salvatore). Sidney Sonnino amava particolarmente il luogo tanto che decise di essere sepolto in una grotta presso il suo castello.

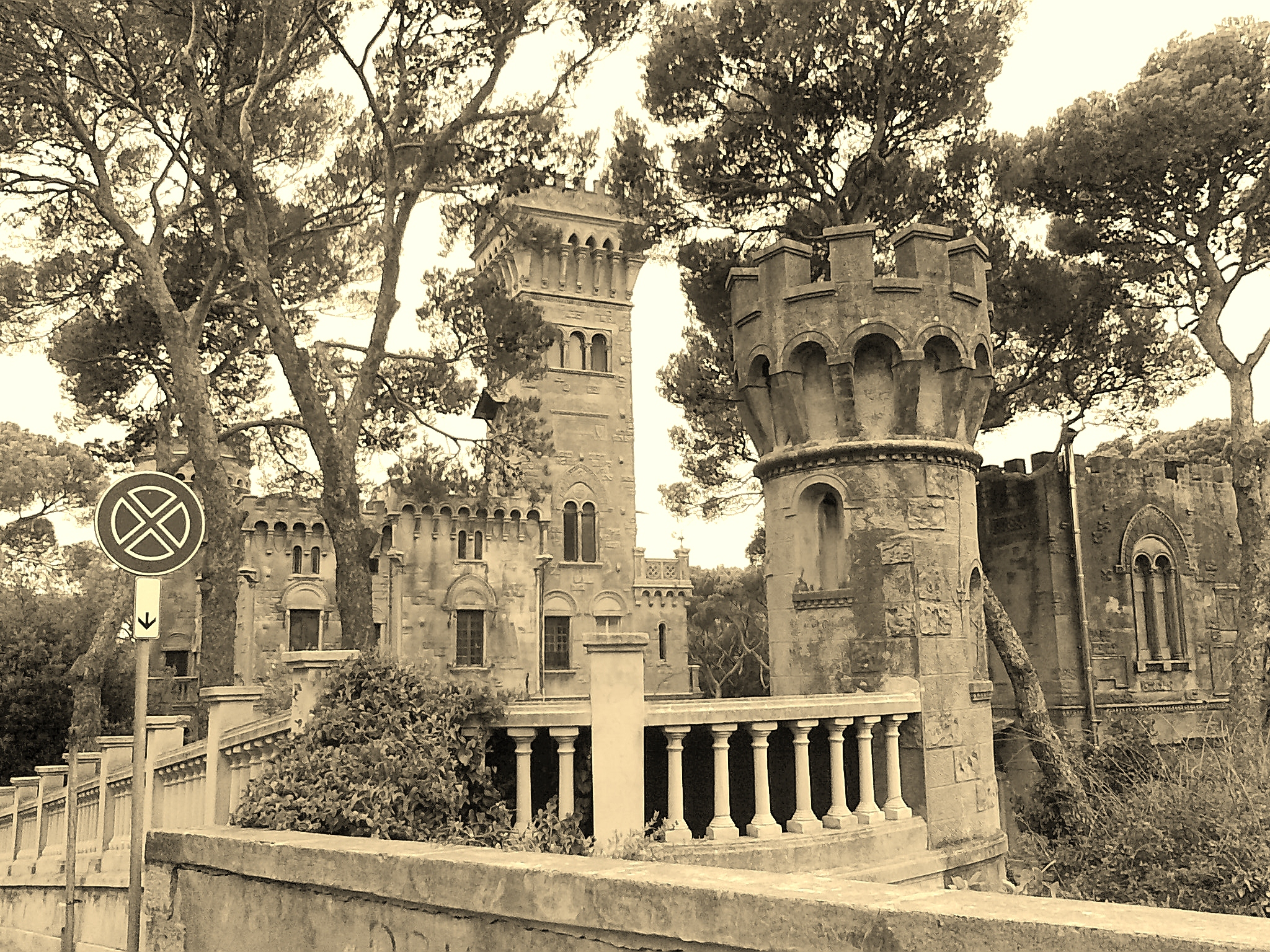
Villa Jana

Proprio nei pressi del suddetto maniero, in una grotta aperta sulla scogliera del Romito, in tempi antichi vi dimorarono appunto alcuni romiti appartenenti all'ordine dei Gesuati. Occorre ricordare che la zona del Romito fu oggetto, sin da epoca romana, di estrazione di pietra arenaria: quest'attività, continuò sostanzialmente fino al tempo del Fascismo e saltuariamente fino agli anni sessanta del XX secolo, mediante cave aperte sulla costa, raggiungibili dalle imbarcazioni per il trasporto di pietrame tramite numerosi pontili. Sulla collina oltre la valle del "Rogiolo" veniva estratta, da una cava, la pietra calcare per la calce utilizzata per le costruzioni della città di Livorno; in tempi più recenti, dalla cava il calcare veniva trasportato sul mare al Rogiolo con una teleferica di cui restano ancora alcune tracce e strutture industriali.
Quercianella conobbe un rapido sviluppo solo a partire dalla seconda metà dell'Ottocento quando, con il miglioramento della viabilità, furono costruite alcune ville signorili. Sul finire del secolo (1889) fu innalzata la piccola ed elegante Cappella della Sacra Famiglia; in stile neogotico fu progettata da Dario Giacomelli e dotata di un campanile solo successivamente.
Inoltre, tra la fine del medesimo secolo e l'inizio del Novecento fu costruita la piccola chiesa di Sant'Anna, eretta a parrocchia nel 1943.
Successivamente alla realizzazione della ferrovia Livorno - Cecina, la frazione, su pressione dei residenti e non solo, fu dotata di una piccola fermata, in seguito ricostruita, come stazione, più a sud.
Nello stesso periodo si registra l'inaugurazione dei Bagni Paolieri, tra i più rinomati della località. Al periodo compreso tra le due guerre mondiali risale invece la trasformazione di un piccolo villino in un edificio in stile neomedioevale, noto come Villa Jana, che con la sua decisa esuberanza eclettica rappresenta ancor oggi una delle architetture più caratteristiche della zona.
Dopo la seconda guerra mondiale, nel 1950 venne inaugurato il Bar Dancing Pasquini, il più noto locale estivo della zona, luogo di ritrovo di turisti, villeggianti e vip.
Pochi anni dopo, tra Quercianella e Livorno, lungo la via Aurelia, fu girato l'epilogo del celebre film Il sorpasso, di Dino Risi. Oggi, in attesa della costruzione dell'ultimo tratto della Variante Aurelia tra Antignano e la valle del Chioma, la località balneare è spesso oggetto di discussione per il traffico pesante che l'attraversa.